# European Brewery Convention
Pour les articles homonymes, voir EBC.
 (avril 2021).
Si vous disposez d'ouvrages ou d'articles de référence ou si vous connaissez des sites web de qualité traitant du thème abordé ici, merci de compléter l'article en donnant les références utiles à sa vérifiabilité et en les liant à la section « Notes et références ».

L'European Brewery Convention (acronyme : EBC) est une organisation fondée en 1946 qui représente les intérêts techniques et scientifiques du secteur brassicole en Europe. Son siège est établi en Belgique à Bruxelles.
EBC se définit comme le bras scientifique et technologique des Brasseurs d'Europe. L'European Brewery Convention est peut-être mieux connue pour sa table de mesure de la bière et de la couleur de moût, ainsi que son système pour quantifier la turbidité (également connue sous le nom de brume) de la bière. De même, le congrès biennal BC est reconnu mondialement comme un important événement de rencontre pour les scientifiques et les techniciens du monde entier actifs dans le brassage, le maltage et dans le processus de fermentation de la bière.

## Table de coloris de la bière
| EBC | Exemples de types de bière                        | Couleurs de la bière |
| --- | ------------------------------------------------- | -------------------- |
| 4   | Pale Lager, Weizenbier, Pilsener, Berliner Weisse |                      |
| 6   | Bock, Blonde Ale                                  |                      |
| 8   | Weißbier                                          |                      |
| 12  | American Pale Ale (en), India Pale Ale            |                      |
| 16  | Weißbier, Saison                                  |                      |
| 20  | English Bitter, Extra Special Bitter              |                      |
| 26  | Bière de garde, Double IPA                        |                      |
| 33  | Dunkles Lager, Märzen, Amber Ale                  |                      |
| 39  | Brown Ale (en), Bock, Dunkel, Dunkelweizen        |                      |
| 47  | Irish Dry Stout, Doppelbock, Porter               |                      |
| 57  | Stout                                             |                      |
| 69  | Foreign Stout, Baltic Porter                      |                      |
| 79  | Imperial Stout (de)                               |                      |

## Les congrès

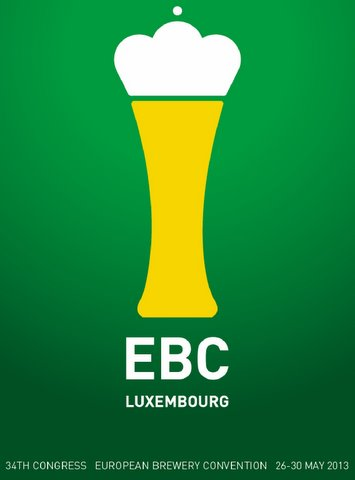
Congrès EBC de Luxembourg en 2013.

| Année     | Villes hôtes      | Nombre de visiteurs (partenaires) |
| --------- | ----------------- | --------------------------------- |
| 1 (1947)  | Schéveningue (NL) | 188 (?)                           |
| 2 (1949)  | Lucerne (CH)      | 327 (91)                          |
| 3 (1951)  | Brighton (UK)     | 553 (175)                         |
| 4 (1953)  | Nice (FR)         | 595 (217)                         |
| 5 (1955)  | Baden-Baden (DE)  | 963 (278)                         |
| 6 (1957)  | Copenhague (DK)   | 849 (304)                         |
| 7 (1959)  | Rome (IT)         | 1164 (495)                        |
| 8 (1961)  | Vienne (AT)       | 1306 (535)                        |
| 9 (1963)  | Bruxelles (BE)    | 1352 (456)                        |
| 10 (1965) | Stockholm (SE)    | 1209 (445)                        |
| 11 (1967) | Madrid (ES)       | 1233 (439)                        |
| 12 (1969) | Interlaken (CH)   | 1371 (483)                        |
| 13 (1971) | Estoril (PT)      | 1526 (596)                        |
| 14 (1973) | Salzbourg (AT)    | 1557 (583)                        |
| 15 (1975) | Nice (FR)         | 1331 (489)                        |
| 16 (1977) | Amsterdam (NL)    | 1333 (461)                        |
| 17 (1979) | Berlin-Ouest (DE) | 1430 (482)                        |
| 18 (1981) | Copenhague (DK)   | 1394 (447)                        |
| 19 (1983) | Londres (UK)      | 1607 (549)                        |
| 20 (1985) | Helsinki (FI)     | 1180 (385)                        |
| 21 (1987) | Madrid (ES)       | 1500 (510)                        |
| 22 (1989) | Zürich (CH)       | 1380 (405)                        |
| 23 (1991) | Lisbonne (PT)     | 1467 (439)                        |
| 24 (1993) | Oslo (NO)         | 1164 (307)                        |
| 25 (1995) | Bruxelles (BE)    | 1260 (276)                        |
| 26 (1997) | Maastricht (NL)   | 1011 (189)                        |
| 27 (1999) | Cannes (FR)       | 998 (225)                         |
| 28 (2001) | Budapest (HU)     | 938 (178)                         |
| 29 (2003) | Dublin (IE)       | 1046 (146)                        |
| 30 (2005) | Prague (CZ)       | 973 (115)                         |
| 31 (2007) | Venise (IT)       | 861 (121)                         |
| 32 (2009) | Hambourg (DE)     | 637 (36)                          |
| 33 (2011) | Glasgow (UK)      | 621 (29)                          |
| 34 (2013) | Luxembourg (LU)   | 555 (29)                          |
| 35 (2015) | Porto (PT)        | 462 (16)                          |